# Żołynia
Żołynia is een dorp in het Poolse woiwodschap Subkarpaten, in het district Łańcucki. De plaats maakt deel uit van de gemeente Żołynia en telt 5106 inwoners.